# Camp Marcus W. Orr

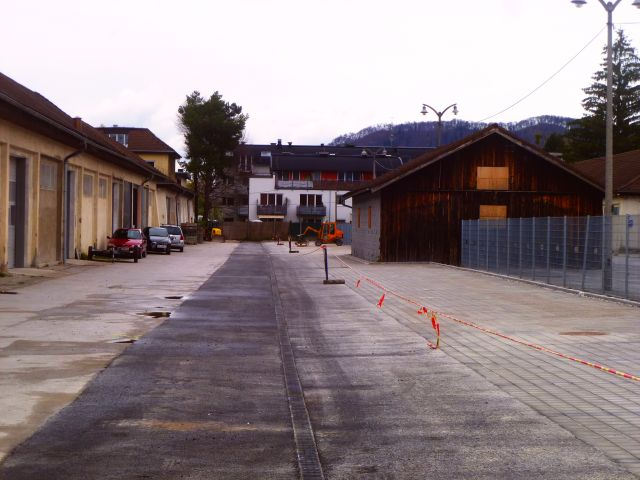
Lager Glasenbach, Zustand der Baracken 2012 – heute abgebrochen

Das Camp Marcus W. Orr, etwas irreführend auch als Lager Glasenbach bezeichnet, war ein von der United States Army eingerichtetes österreichisches Internierungslager. Es befand sich nicht in Glasenbach, sondern links (westlich) der Salzach und südlich der Innenstadt und der Alpensiedlung von Salzburg nahe dem heutigen Ginzkeyplatz, der Hans-Webersdorfer- und der Karl-Emminger-Straße.
Der Name Marcus W. Orr geht auf den letzten im Zweiten Weltkrieg schwer verwundeten US-Soldaten der 42nd Infantry Division (Rainbow) zurück, der bei Kampfhandlungen in Bayern schwer verletzt wurde und darauf auf den Rollstuhl angewiesen war. Nach dem Krieg studierte er Geschichte in Yale und wurde später Professor an der Memphis State University. Orr starb 1990 in Memphis, Tennessee.

## Geschichte
Das Gelände des späteren Camps war von der deutschen Wehrmacht im Dezember 1940 vom Reichsfiskus angekauft worden. 1941 begann man mit der Errichtung von Behelfsunterkünften und mehreren Kraftfahrzeug- sowie Pionierboothallen für das Gebirgsjäger-Ersatzbataillon 82. Die Arbeiten wurden aber aufgrund der Kriegsentwicklung sehr eingeschränkt durchgeführt.
Die US-Army funktionierte im Herbst 1945 die Anlagen zu dem „Lager W. Marcus Orr“ um und sammelten dort Insassen von mehreren kleineren Lagern in Oberösterreich und dem SS-Lager in Hallein (Jahresende 1946). Anfangs diente das Lager auch als Wehrmachtsentlassungsstelle, in der ehemalige deutsche Soldaten auf ihre NS-Vergangenheit überprüft wurden. Nach den „Automatic-Arrest-Bestimmungen“ sollten neben NSDAP-Mitgliedern (z. B. Franz Langoth, Heinrich Sequenz, Eduard Pernkopf, Walter Hellmich) auch Sympathisanten des NS-Regimes, selbst ohne NSDAP-Mitgliedschaft, inhaftiert werden. Neben einfachen Soldaten waren hier führende NS-Mitglieder (Albert Kesselring, Lothar Rendulic) und Kriegsverbrecher (z. B. Walter Reder, Franz Stangl, Anton Burger) untergebracht.
Im Lager befanden sich zwischen 6000 und 8000 Inhaftierte, darunter bis zu 500 Frauen. Bis zur Auflösung und Übergabe an die österreichischen Behörden im August 1947 waren hier insgesamt etwa 30.000 Personen inhaftiert. Die Höchstzahl an Internierten wurde im Jänner 1947 mit 8051 Männern und Frauen erreicht.
Am 15. Oktober 1946 besuchte General Dwight D. Eisenhower das Lager.
Aufgrund der angespannten Ernährungslage erließ die Sicherheitsdirektion für Oberösterreich Anfang Dezember 1946 eine Anordnung, wonach „die unbeschränkte Versendung von Lebensmitteln an Personen, die in den amerikanischen Anhaltelagern Glasebach (Camp Marcus W. ORR) oder Hallein in Haft sind, untersagt“ waren. „Anläßlich des bevorstehenden Weihnachtsfestes“ war lediglich eine einmalige Lebensmittelsendung von höchstens 4 kg erlaubt.
Ende 1946 wurde die amerikanische Wachmannschaft durch die Bundesgendarmerie abgelöst. Bekannt ist im Lagerleben der Josefitag 1947 (19. März), zu dem es anlässlich einer bevorstehenden Überstellung von Gefangenen ins Internierungslager Dachau zu NS-Prozessen im Compound VII zu einem Aufruhr mit Schusswechsel kam. Dieser konnte durch den Einsatz von Schusswaffen von der österreichischen Gendarmerie beendet werden. Es kam aber auch zu weitgehenden Zugeständnissen durch Oberst Wooten. Als Ergebnis wurde der ehemalige SS-Sturmbannführer Felix Rinner zum Lagerleiter ernannt, die Grußpflicht wurde abgeschafft, die Stacheldrahtzäune wurden partiell entfernt, und die österreichischen Häftlinge wurden dem österreichischen Recht unterstellt. Auch wurde durchgesetzt, dass die Lagerzeit auf eine eventuelle Haftstrafe anzurechnen sei. Zudem fanden nun Häftlingsfahrten aus Glasenbach und Besuchsfahrten mit amerikanischer Begleitung statt.
Ab dem Frühjahr 1947 wurden etwa 400 Gefangene den österreichischen Behörden zur weiteren Verfolgung nach dem Verbots- oder Kriegsverbrechergesetz übergeben bzw. freigelassen. Am 5. August 1947 wurde das offiziell zum 1. August 1947 aufgelassene Internierungslager von Generalmajor Harry J. Collins im Rahmen einer Feier an den österreichischen Innenminister Oskar Helmer übergeben. Am 6. Jänner 1948 verließen die letzten Internierten das Lager. Eine Gruppe von 21 Kriegsverbrechern, die noch unter Aufsicht der amerikanischen Behörden standen, wurde an das Landesgericht Salzburg überstellt. Aber erst am 9. September 1953 räumten die in Österreich stationierten amerikanischen Streitkräfte (USFA) endgültig das Lager Glasenbach, in dem sie seit Ende 1947 noch eine umzäunte Fläche für Lagerungszwecke gemietet hatten. Danach dienten die Baracken bis in die 1950er Jahre noch als Flüchtlingslager.

## Lagerleben
Das Lager war in verschiedene Unterabteilungen, sogenannte Compounds, die durch Stacheldrahtzäune abgetrennt waren, gegliedert. Die Compounds Ia und Ib waren für Kriegsverbrecher vorgesehen, II und III für allgemein Internierte, IV war ein Straflager, V war das Prominentenlager, VI war für Frauen vorgesehen, und VII war vorwiegend für Angehörige der SS gedacht.
Den Inhaftierten war von Anfang an ein Ordnungsdienst (Lagerpolizei) zugestanden worden. Die Compounds konnten auch Führer frei wählen (Barackenführer). Ab dem Rang eines Zugsführers gab es Zusatzverpflegung. Auch Verstöße gegen die innere Lagerdisziplin wurden intern geregelt. Damit wurden Strukturen geschaffen, die den Gedanken einer Umerziehung diametral entgegengesetzt waren. Auch Entnazifizierungsbemühungen wurden nicht aktiv vorgenommen, sondern diese beschränkten sich auf Vernehmungen und das Ausfüllen von Fragebögen, um Schwerstbelastete herauszufiltern.
Die Internierten wurden offensichtlich bereits zu Zeiten, in denen die österreichische Zivilbevölkerung hungerte, gut versorgt: Zusätzlich zu den umliegenden Bauern brachten auch Angehörige bedeutsame Mengen an Lebensmitteln und Alkoholika in das Lager. Dies führte zu Protesten des Salzburger KZ-Verbandes. Es ergaben sich auch kontinuierliche Kontakte zwischen den Lagerinsassen und der Außenwelt. Zudem beschäftigte das US-amerikanische Counterintelligence Corps (CIC)  ehemalige Nationalsozialisten als Zivilangestellte, wodurch der Briefaustausch weiter intensiviert wurde. Auch Fluchtversuche und tatsächliche Entweichungen kamen vor (z. B. 1947 von Anton Burger, dem NS-Lagerkommandant des Ghettos Theresienstadt, anlässlich seiner bevorstehenden Auslieferung an die Tschechoslowakei)
Eine Reihe von Freizeitaktivitäten wurde angeboten: Es gab einen Chor aus Mitgliedern der Salzburger Liedertafel, es entstand ferner die Gilde der Glasenbacher Steinschleifer, die sich künstlerisch betätigten, jede Woche waren zwei Filme zu sehen, Vorträge, Kurse und Theater waren gestattet.

## Politische Bezüge
Ein Teil der Inhaftierten schloss sich 1957 nach ihrer Entlassung zu einer Wohlfahrtsvereinigung Glasenbach zusammen, der durch gemeinsame Aktivitäten (Bundestreffen, Herausgabe der Mitteilungen der Wohlfahrtsvereinigung der Glasenbacher) eine glorifizierende Erinnerung an die Haftzeit hoch hielt. Diese Vereinigung wird vom Dokumentationsarchiv des österreichischen Widerstandes (DÖW) als rechtsextrem eingestuft.
Bis in die 1970er-Jahre haben die „Glasenbacher“ im Müllner Bräustübl in Salzburg in der Lindhofstraße gesellige Treffen veranstaltet und damit einen ganzen Saal gefüllt. Der Saal war mit Plakaten dekoriert, auf denen Karikaturen über die „Amis“ und das „lustige“ Lagerleben dargestellt waren.
Ein Teil der ehemaligen Insassen des Lagers, die „Glasenbacher“, gelten als Begründer des rechtsgerichteten Dritten Lagers in der österreichischen Politik nach dem Zweiten Weltkrieg (Verband der Unabhängigen, später: Freiheitliche Partei Österreichs).
Letzte bauliche Überreste des Lagers bestanden aus einigen Hallen, die von verschiedenen Grundeigentümern gewerblich genutzt wurden. In einer davon verkaufte ein Möbelhaus im Sommer Gartenmöbel. 2016 ist die letzte Baracke zugunsten einer modernen Überbauung verschwunden; baulich erinnert seitdem nichts mehr an das frühere Lager.

## Belege
1. ↑  Marcus W. Orr Center for the Humanities
2. ↑  Kundmachung.Betrifft: Lebensmittelsendungen an Personen, die in den amerikanischen Anhaltelagern Glasenbach oder Hallein in Haft sind. In: Linzer Volksblatt, 3. Dezember 1946, S. 1 (online bei ANNO).
3. ↑  Dokumentationsarchiv des Österreichischen Widerstands: Wohlfahrtsvereinigung der Glasenbacher (Memento vom 20. Januar 2016 im Internet Archive)

Koordinaten: 47° 46′ 29,5″ N, 13° 4′ 14,5″ O